# Marca-livros

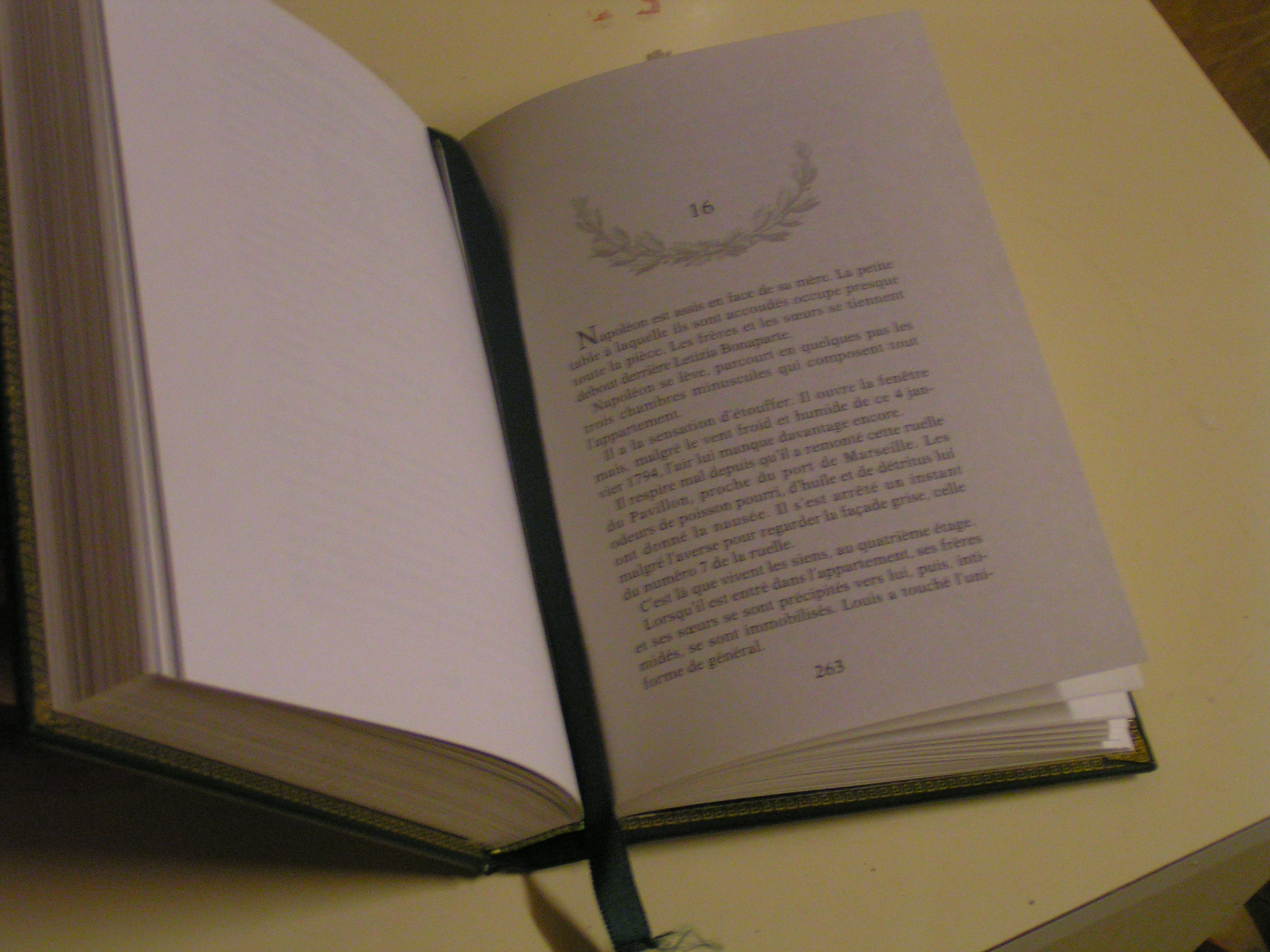
Um livro com um marca-livros encadernado.

Um marca-livros trata-se de uma peça estreita usada para a marcação do progresso da leitura de um livro. Ele permite com que a leitura possa ser cessada e retomada do mesmo ponto mais tarde. Ainda, podem ser usados para marcar passagens ou citações. Podem ser feitos de papelão, couro, tecido, metais, madeira e outros materiais. Alguns livros podem ter um ou mais marcadores feitos de fita e costurados na encadernação.